# Fort de Battice
Le fort de Battice est un gros ouvrage d'artillerie construit de 1934 à 1937 situé dans la ville belge de Herve et appartenant à la position fortifiée de Liège.

## Situation
Situé à  17 kilomètres de la frontière allemande, le fort de Battice est l'une des premières positions attaquées par l'armée allemande le 10 mai 1940. Sa garnison était composée de  750 hommes et, lors des combats, 34 d'entre eux perdirent la vie.

## Description
Le fort est constitué de quinze bâtiments de combat dont cinq destinés à l'artillerie longue portée. Ces quinze bâtiments sont reliés entre eux par 3 000 mètres de galeries creusées à trente mètres sous la surface du terre-plein. Le fort résista durant douze jours aux attaques allemandes.
Le 21 mai 1940, le fort est à nouveau bombardé par des Stuka allemands. Une bombe de 250 kilos rebondit sur un obstacle anti-char et par un malheureux hasard pénétra par la grille d'entrée dans le bâtiment 1. En explosant elle tua 26 combattants. N'ayant plus rien à attendre comme aide des forts voisins le commandant décida de rendre les armes le 22 mai 1940.
Les Allemands ont alors occupé le fort jusqu'en juillet 1944 pour y procéder à différents essais d'armes de destruction dont le fameux obus Röchling.

## Visites
Sans réservation, le fort de Battice est visitable, de mars à novembre, le dernier samedi du mois à 13H30.
Sur réservation, le fort est accessible toute l'année pour les groupes composés d'un minimum de 12 personnes.
Une visite est quand même possible si le groupe est composé de moins de 12 personnes mais dans ce cas le tarif devient un forfait  comme si le groupe comportait réellement 12 visiteurs.
La durée moyenne d'une visite est de plus ou moins 3 heures et demie le long d'un parcours d'environ 3 km aménagé sur le terre-plein et dans les installations souterraines à 30 mètres sous terre.
Selon la durée de votre visite, il est possible d’assister :
- À la mise en mouvement d'une tourelle à éclipse pour 2 canons de 75 mm jumelés.
- Au fonctionnement du monte-charge à munitions d’un bâtiment d’artillerie.
- Au démarrage d'un groupe électrogène de 175 CV d’origine utilisé à l'époque pour alimenter le fort en électricité.
- À la mise en surpression d'un bâtiment de combat.
- Dans le musée, à l'explication du fonctionnement d'un canon antichar de 60 mm et d’un affût pour 2 mitrailleuses Maxim modèle 08/15.
Munissez vous de vêtements chauds et de bonnes chaussures de marche.
Pour plus de renseignements n'hésitez pas à cliquer sur le lien suivant :
http://www.fort-battice.net/

### Armement
- 3 tourelles à éclipses à 2 canons de 75 mm jumelés. Portée de 10 km.
- 2   coupoles à 2 canons de 120 mm GP sans recul. Portée de 17 km.
- 4   canons de 60 mm antichars.
- 11 cloches avec mitrailleuses pour la défense des glacis. (dont 4 avec périscope "S.O.M. - type N" et 7 avec dispositif "Lance-fusée" afin de pouvoir éclairer les abords).
- 9 casemates pour mitrailleuses pour la défense des abords et du fossé.
- 14 postes de tir pour fusils mitrailleurs.
- 2 cloches d'observatoires avec gros périscope "S.O.M. -type N" pour régler les tirs d'artillerie.
- 2 cloches d'observatoires avec petit périscope et pour le tir au fusil mitrailleur.
- 6 mitrailleuses Contre Avions ou "MI.C.A."
- 10 goulottes à grenades pour la défense rapprochée.
- 5 goulottes à grenades pour la défense des accès.
- 7 goulottes à grenades pour la défense des galeries.